# Burgruine Sarmingstein
Die Burgruine Sarmingstein ist ein weitläufiger Ruinenkomplex oberhalb der Ortschaft Sarmingstein in der Gemeinde St. Nikola an der Donau in Oberösterreich.
Als von der Burgruine abgesonderte Befestigungsanlage gilt die Turmruine Sarmingstein. Sie findet sich mitten in der Ortschaft Sarmingstein und nahe der Donau. Der einigermaßen erhaltene ehemalige Mautturm ist begehbar. Er dient nun als Aussichtsturm und ist im Tourismus gut bekannt. Siehe Hauptartikel → Turmruine Sarmingstein.
Der Ruinenkomplex war Teil eines alten Maut- und Sicherungssystems im oberösterreichischen Strudengau mit mehreren Befestigungsanlagen entlang der Donau. Die mehrheitlich am Nordufer in Oberösterreich gelegenen Burgen und Türme waren (von West nach Ost): Kosenburg, Greinburg, Wörth, Werfenstein, Helchenburg, Hausstein, Langenstein, Pain und Sarmingstein. In Niederösterreich befand sich die Burg Freyenstein am südlichen Donauufer.
Burg Sarmingstein wurde lange Zeit und irrtümlich oft mit der Burg Säbnich gleichgesetzt. Die Burg Säbnich liegt jedoch 1 km (Luftlinie) weiter nördlich auf einem isolierten Berghügel inmitten einer Schleife des Sarmingbaches. Siehe Hauptartikel → Burgruine Säbnich.

## Lage
Sarmingstein ist eine typische Donauburg in der langen Reihe der Burgen am Donaustrom. Der Ruinenkomplex beginnt mit der historischen Mautstelle (Turmruine) in Sarmingstein und setzt sich fort auf einem langgezogenen bewaldeten Felssporn über Sarmingstein. Dieser Felssporn steigt von etwa 438 m (Schlosskogel, Burgfelsen mit Altburg) bis etwa 500 m (Kanonenrondell im Norden) an.
In der östlichen schluchtähnlichen Tiefe wird der Felssporn vom Sarmingbach begleitet. Nur etwa 2 km östlich des Baches verläuft die alte Grenze zwischen Oberösterreich und Niederösterreich.
Der Aufgang zum Burgfelsen (Schlosskogel) beginnt bei der Brücke über den Sarmingbach beim Haus Sattel Nr. 10. Die Brücke findet sich seitlich neben der Sarmingbachstraße L575 und ziemlich genau 2,0 Straßenkilometer von der Donaustraße B3 entfernt. Kaum beschildert.

## Geschichte
Die Burg ist unter den Sommerauern (Summerauern) in der 2. Hälfte des 13. Jahrhunderts fassbar. 1296 gehört sie zu jenen Burgen, die im Zuge des Adelsaufstand gegen Herzog Albrecht I. zerstört worden waren. Danach traten Burg und Herrschaft erst wieder im späten 15. Jahrhundert in Erscheinung, als die sich in landesfürstlichem Besitz befindliche Burg ab den 1470er-Jahren oder 1481 durch die Herren von Prüschenk verwaltet wurde.
1488 erteilte Kaiser Friedrich III. dem Siegmund und Heinrich von Prüschenk den Auftrag zum Aufbau der Burg Sarmingstein. Für einen raschen Aufbau spricht die Tatsache, dass die Herren von Prüschenk die Burg während des Baus der Greinburg ab 1491 als Wohnsitz nutzten. Nachdem die Greinburg 1493 fertig gestellt worden war, verlagerten die Prüschenks ihren Herrschaftsmittelpunkt von Sarmingstein nach Grein an der Donau. Mit dem Erwerb der Herrschaft Hardegg firmierten die Prüschenk ab 1495 als Grafen von Hardegg und im Machlande.
1513 übergab Kaiser Maximilian I. Sarmingstein an das Stift Waldhausen. 1534 wurden im Auftrag von Kaiser Ferdinand I. unter Propst Konrad von Waldhausen die Burg, die Turmanlagen und die Basteien wieder instand gesetzt. Neben der Kernburg bestanden damals das massive feldseitige Kanonenrondell sowie die Straßen- und Stromsperre mitsamt Turm im Ortsgebiet.
Während des Dreißigjährigen Krieges wurden die Anlagen durch die Schweden 1648 zerstört und aufgegeben.

## Beschreibung
Der Ruinenkomplex Sarmingstein ist weitläufig und umfasst vielfältige Objekte (Nummerierung nach Christian K. Steingruber):

### Sarmingstein I

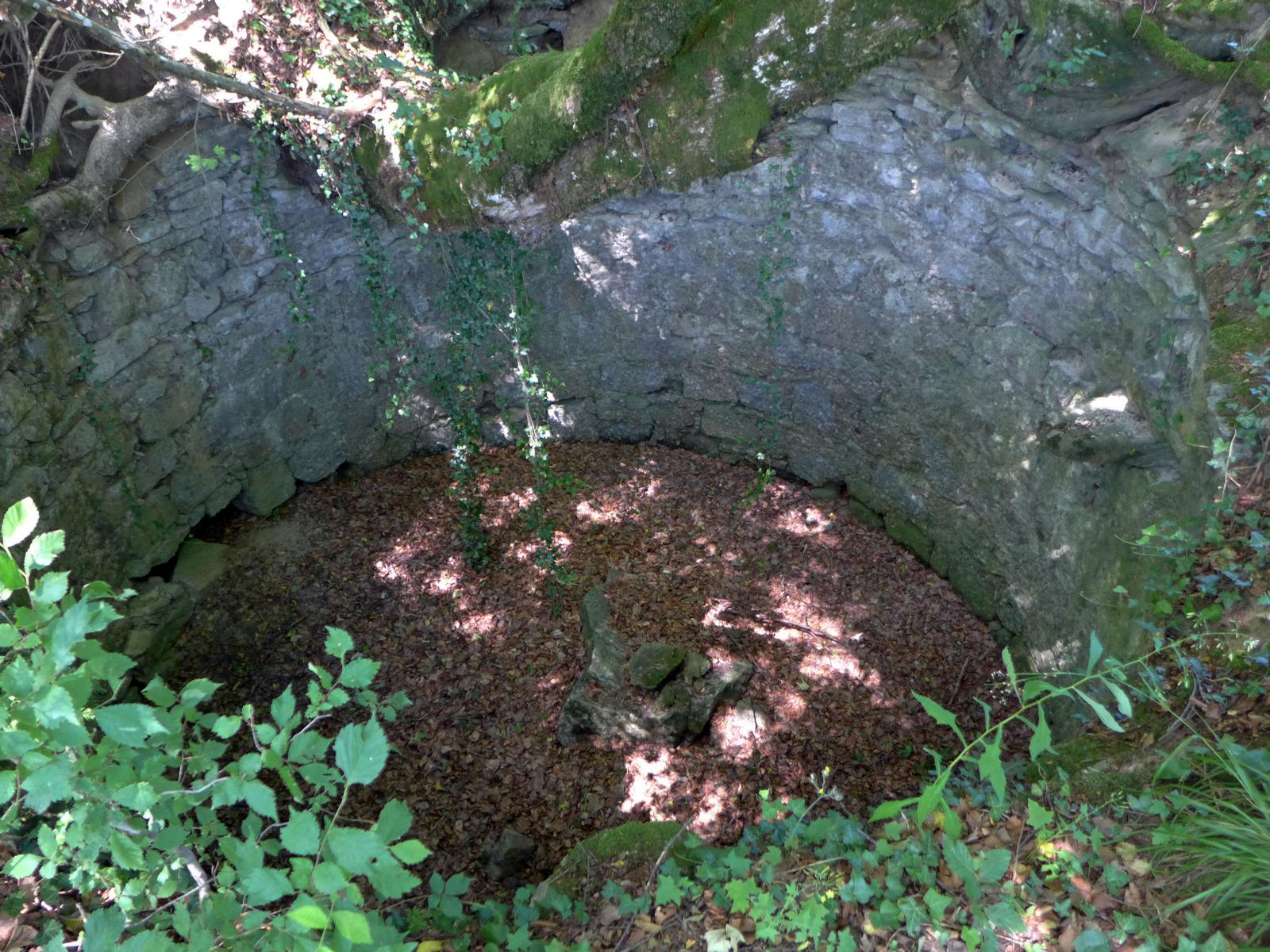
Zisterne in der Vorburg

- Die Altburg (Standort) liegt auf dem südlichen Burgfelsen, genannt Schlosskogel. Erste Bauphase um 15. Jh. Die längsovale Burg ist etwa 48 m lang und etwa 28 m breit. Der längsovale Innenhof ist etwa 25 m lang und etwa 10 m breit und war ehemals von Palas und Gebäuden umgeben. Unter den wenigen erhaltenen Steinmauerresten befindet sich ein kleiner Gewölbebogen. Auf der Altburgterrasse gibt es eine Ruhebank für Besucher mit perfektem Ausblick auf den Donaustrom.
- Der Halsgraben liegt unmittelbar nordwestlich der Altburg. Hier kommt der Besucherzustieg herauf vom Sarmingbachtal.
- Die Vorburg nordwestlich der Altburg stammt aus der zweiten Bauphase um das 16. Jh. Mächtige Steinmauern bilden eine eher rechteckige 70 m lange und 45 m breite Vorburg. Die lange Umfassungsmauer verbindet Halbtürme, Zisterne, Torgebäude und einen älteren Hals-Einzelturm (Verteidigungsturm). Erhalten sind erhebliche Mauerreste. Eine Besonderheit ist die von Schutt befreite Zisterne mit etwa 7 m Durchmesser.
- Der Hals-Einzelturm (Standort) liegt erhöht auf einem Felskopf etwa 80 m nordwestlich der Altburg. Erste Bauphase um 15. Jh. Das Steinmauerwerk im unteren Bereich ist erhalten. Der Turm besaß Mauern, die zur Angriffsseite fast fünf Meter stark waren. Der eher viereckige Grundriss mit einer Seitenlänge von etwa 10 m zeigt abgekantete Ecken und einen winzigen, dezentral gelegenen Innenraum. Diese Objekte der Altburg auf Grundstück Nr. 688/1 stehen unter Denkmalschutz (Listeneintrag).

### Sarmingstein II
- Die Turmruine Sarmingstein (Standort) zwischen den Häusern Sarmingstein Nr. 7 und Nr. 9 ist ein Überbleibsel der 1488 errichteten Straßen- und Stromsperre (Mautsperre) unterhalb des Burgfelsens. Albrecht Altdorfer lässt in seiner Ansicht von Sarmingstein 1511 passende Bauten und Tordurchlässe erkennen.[3] In der Literatur wird die Turmruine meistens getrennt vom sonstigen Ruinenkomplex behandelt.

### Sarmingstein III

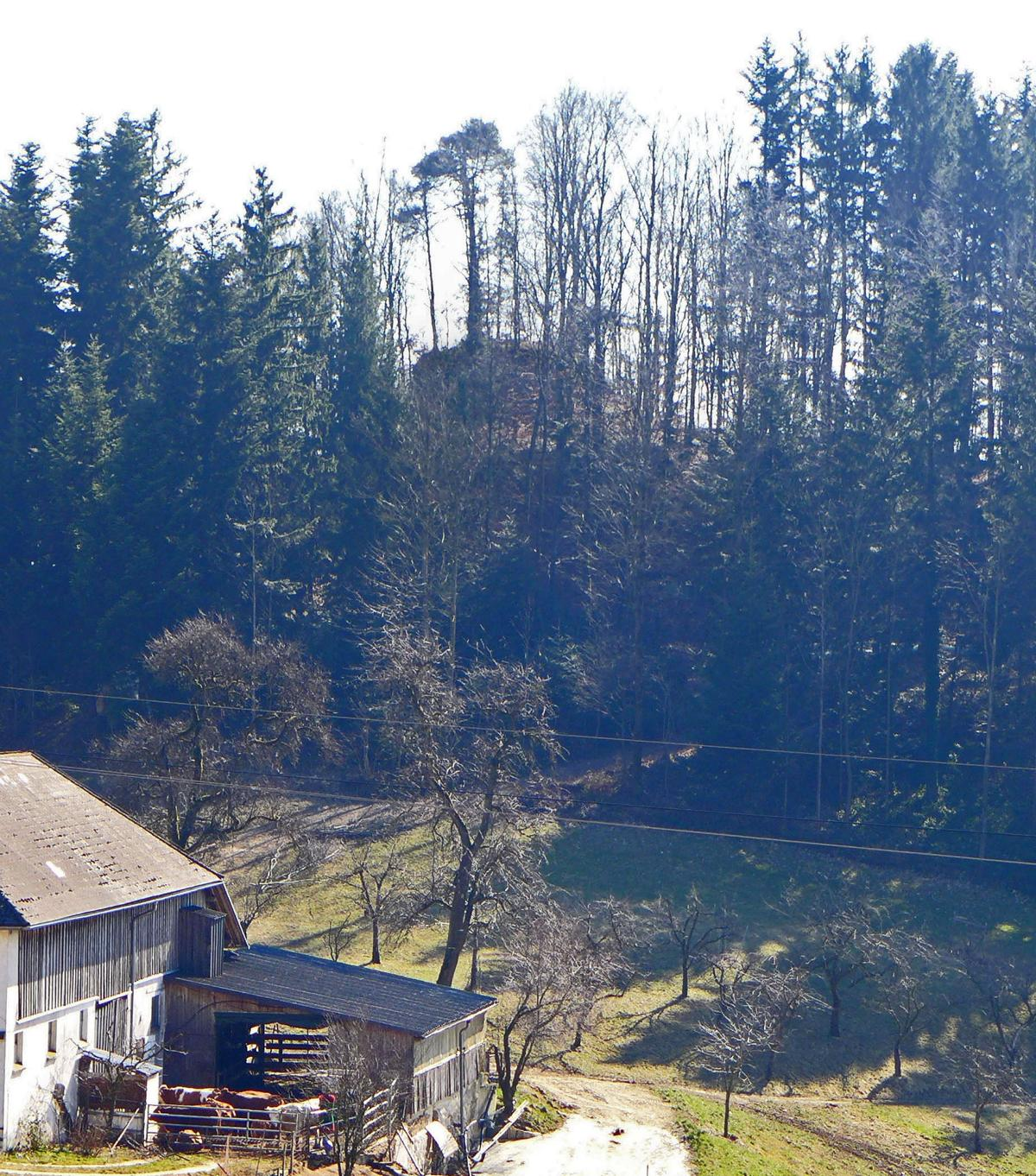
Hinter Bäumen das Kanonenrondell (Sarmingstein III)

- Hals-Einzelturm (Standort) erhöht im Gelände auf einem Felskopf, etwa 240 m der Altburg nördlich vorgelagert, am Grundstück Nr. 599/1. Erste Bauphase um 15. Jh. Steinmauerwerk im unteren Bereich erhalten. Durchmesser etwa 11 m, winziger eckiger 2,5-m-Innenraum. Kein Besucherzugang. Kein Denkmalschutz.
- Kanonenrondell (Festung). Diente zur Ergänzung und Modernisierung des Hals-Einzelturmes in einer zweiten Bauphase um 16. Jh. Das Rondell besteht aus einer hufeisen- bis halbkreisförmige Terrasse mit einer eingelagerten Zisterne, etwa 8 Höhenmeter unter dem Turm gelegen. Die Terrasse begrenzt einen hufeisen- bis halbkreisförmiger Artilleriewall. Innenseite, Radius etwa 11 m, ist mit Steinen hoch aufgemauert. Teilweise noch Pfostenlöcher erkennbar. Außenseite ist mit Erdreich etwa 30° abfallend abgeböscht. Vor diesem Artilleriewall und etwa 10 Höhenmeter tiefer gelegen gab es einen hufeisen- bis halbkreisförmigen Festungsgraben. Radius etwa 45 m. Den Graben umgab ein weiterer Wall, Innenseite auch mit Steinen aufgemauert. Außenseite auch mit Erdreich schräg abgeböscht. Radius der außen auslaufenden Böschung etwa 65 m. Einigermaßen gute Erhaltung. Dieses Kanonenrondell war und ist einzigartig. Es war bereits für große Geschütze eingerichtet und erbaut vermutlich unter Propst Conrad vom Kloster Waldhausen. Das Gelände ist nun Bestandteil eines landwirtschaftlichen Betriebes. Kein Denkmalschutz. Kein Besucherzugang.

### Sarmingstein IV
- Zusätzlicher Rundturm (Standort) erhöht im Gelände auf Felskamm, etwa 150 m der Altburg nördlich vorgelagert. Grundstück Nr. 599/1. Steinerner Sockel erhalten. Bauphase unklar. Kein Besucherzugang. Kein Denkmalschutz.

### Sarmingstein V
- Ein jüngeres Erdwerk (Standort) liegt auf einem bewaldeten Geländerücken 320 m nordwestlich vom Kanonenrondell am Grundstück Nr. 497/1. Deutlich abgeplatteter Kegelstumpf, Plateau zeigt umlaufende Erdwülste. Umgebender Ringgraben, ähnlich dem System einer Hügelburg (Motte, Hausberg). Eine niedere Bodenwelle im Ringgraben im Osten macht den früheren Aufgang erkenntlich. Erdwerkdurchmesser etwa 25 m. Hügelhöhe noch etwa 3 m. Nördlich des Erdwerks findet man einen vorgelagerten auffällig tiefen Graben entlang der Rückenlinie des Geländes von West nach Ost. Deutung als Annäherungshindernis (Wehrgraben) möglich. Bauphase unklar. Kaum erforscht. Besucherzugang auf Waldwegen unschwierig.